# 源宗于
源宗于（日语：／ Minamoto no Muneyuki */?，？—940年1月5日）是日本平安時代前期至中期的貴族和歌人，官位是正四位下右京大夫，為三十六歌仙和《百人一首》歌人之一，雖然是皇室出身，但是仕途平平，和歌方面有15首作品收錄於敕撰和歌集，也是《大和物語》中的主要登場人物之一。作為三十六歌仙之一，其兩幅畫像均是重要文化財，家集《宗于集》的冷泉家時雨亭文庫版本亦是重要文化財。

## 生平
根據《尊卑分脈》的說法，宗于的父親為光孝天皇之子是忠親王，而《古今和歌集目錄》以及《本朝皇胤紹運錄》則沒有相關記載，因此出身成謎。寬平6年正月7日（894年2月16日），他獲賜源姓而臣籍降下，叙從四位下，兩年後就任丹波權守，翌年11月23日（897年12月20日）升從四位上。延喜4年2月26日（904年3月15日） ，他出任攝津權守，翌年正月11日（905年2月17日）就任兵部大輔。延喜8年正月9日（908年2月13日），他擔任右馬頭，四年後的延喜12年10月5日（912年11月16日）兼任三河權守。延喜15年6月25日（915年8月8日）、延長3年10月26日（925年11月14日）和承平2年8月30日（932年10月2日），他先後就任相模守、信濃權守和伊勢權守。翌年10月24日（933年11月14日），他出任右京大夫，及後於天慶2年正月7日（939年1月29日）升正四位下，並且於同年11月23日（940年1月5日）死去，《貞信公記》則記載他死於11月22日（940年1月4日）。

## 和歌
在《大和物語》中，宗于是主要的登場人物，在物語裡他因為仕途不順，便在宇多法皇以奉上附有紀伊國的石頭的海松一事為題時，作了以下一首和歌來表明心跡：
| 原文 | 中譯                                        |
| ---- | ------------------------------------------- |
|      | 吹井浦來風 激起千層浪 就如海松般 石沉大海中 |

其後，他又再次以歌寄意，作了兩首和歌來表達不獲宇多法皇賞識的心情，換來的卻是宇多法皇跟僧都說：「他在表達些什麼，我完全無法理解這些和歌的意思。」（なにごとぞ。これを心えぬ）。
宗于總共有15首作品收錄於敕撰和歌集，其中6首收錄於《古今和歌集》，3首收錄於《後撰和歌集》，其餘6首則收錄於《新敕撰和歌集》及之後的和歌集內。此外，他也出席了寬平御時後宮歌合等6次歌合，在亭子院歌合中則以「致行」的名義與藤原好風（或平好風）一同擔任左方的方人。他的和歌大多在形式上比較率直和有余韻，曲風清楚而寂寥。
- 《百人一首》歌牌
源宗于朝臣（日语：朝臣）
- 《小倉百人一首》源宗于朝臣
菱川師宣繪本
- 《小倉擬百人一首》
源宗于朝臣 金輪五郎今國（日语：妹背山婦女庭訓）
歌川國芳的浮世繪

《百人一首》的入選作是：
| 《新編國歌大觀》、全日本歌牌協會以及嵯峨嵐山文華館共通版本 | 中譯                                        |
| ---------------------------------------------------------- | ------------------------------------------- |
|                                                            | 我住深山裡 冬來更寂寥 空山人不見 草木盡枯凋 |

這首和歌收錄於《古今和歌集》卷第六「冬歌」，《新編國歌大觀》號碼是315，詞書是「作為冬天的歌來唸」（冬の歌としてよめる），亦收錄於《古今和歌六帖》、《三十六人撰》以及《和漢朗詠集》等作品集裡。對於藤原定家將這首和歌選為《百人一首》之一的理由，吉海直人認為是受到藤原俊成將其選入《古三十六人歌合》的影響，並且主張這首和歌可能是是貞親王歌合中藤原興風以及壬生忠岑作品的本歌取，將原本慣常於描述在秋天的「寂靜」推移至冬天。歌首的「山里」是指山裡的村落人家，原本「山里」一詞並不見於《萬葉集》內，不過受到中國的歸隱山林的思想影響，「山里」在《古今和歌集》時代變成歌語，對於平安時代的人來說「山里」是一種烏托邦，並且通過歌枕的形式來將春天姍姍來遲，來客欠奉的寂靜場面形象化。因此，「山里」在三代集中以春天為題的最多，在《後拾遺和歌集》時轉變成秋天，《千載和歌集》之後以冬天為題材的例子才大幅增加，這與獲選為《百人一首》之一也不無關係。
緊接的是係助詞，用於與其他東西作出區分，島津忠夫認為是京都，谷知子則認為是京都以及俗世等等，有吉保除了認為是京都外，也主張之後省略了「平常的季節也」（普段の季節でも）的意思，指出的弦外之音就是除了冬天之外，「山里」在春、夏和秋天都一樣寂靜，連觀看「山里」季節變換時景色的京都人在冬天時也消聲匿跡，反映「山里」在冬天時尤其寂靜，鈴木日出男也認同冬天的寂靜程度遠超其他季節，並且認為的文法體現出在「山里」初次迎接冬天到來的感動，並且在這裡構成三句切。本來是世人目光的意思，有吉保認為這裡是來訪者的意思，島津忠夫和鈴木日出男則認為是單指人，「人目」與「草」以助詞來並列，然後與述語的連結起來，其中是掛詞，同時有遠離（離れ）和枯萎（枯れ）的意思，則是結束用的助動詞，也就是說「人目」對應遠離，「草」對應枯萎，反映「山里」人煙稀少，草木也凋謝零落，谷知子認為這是代表人類和自然同時的衰退和死亡，生命的終結便是究極的寂寞，最後使用倒裝來強調的是指這樣想（と思うので），有確認前句想法的作用。《百人一首》的入選作大多風格華麗，而這首則是少數風格淒涼的作品，井上宗雄認為其清晰表達出冬天「山里」的沁入心脾的哀愁和寂靜，客觀地通過「山里」的情況來表達出冬天之美，就如望鄉一樣，是一首讓人懷念眷戀的和歌。

## 家集

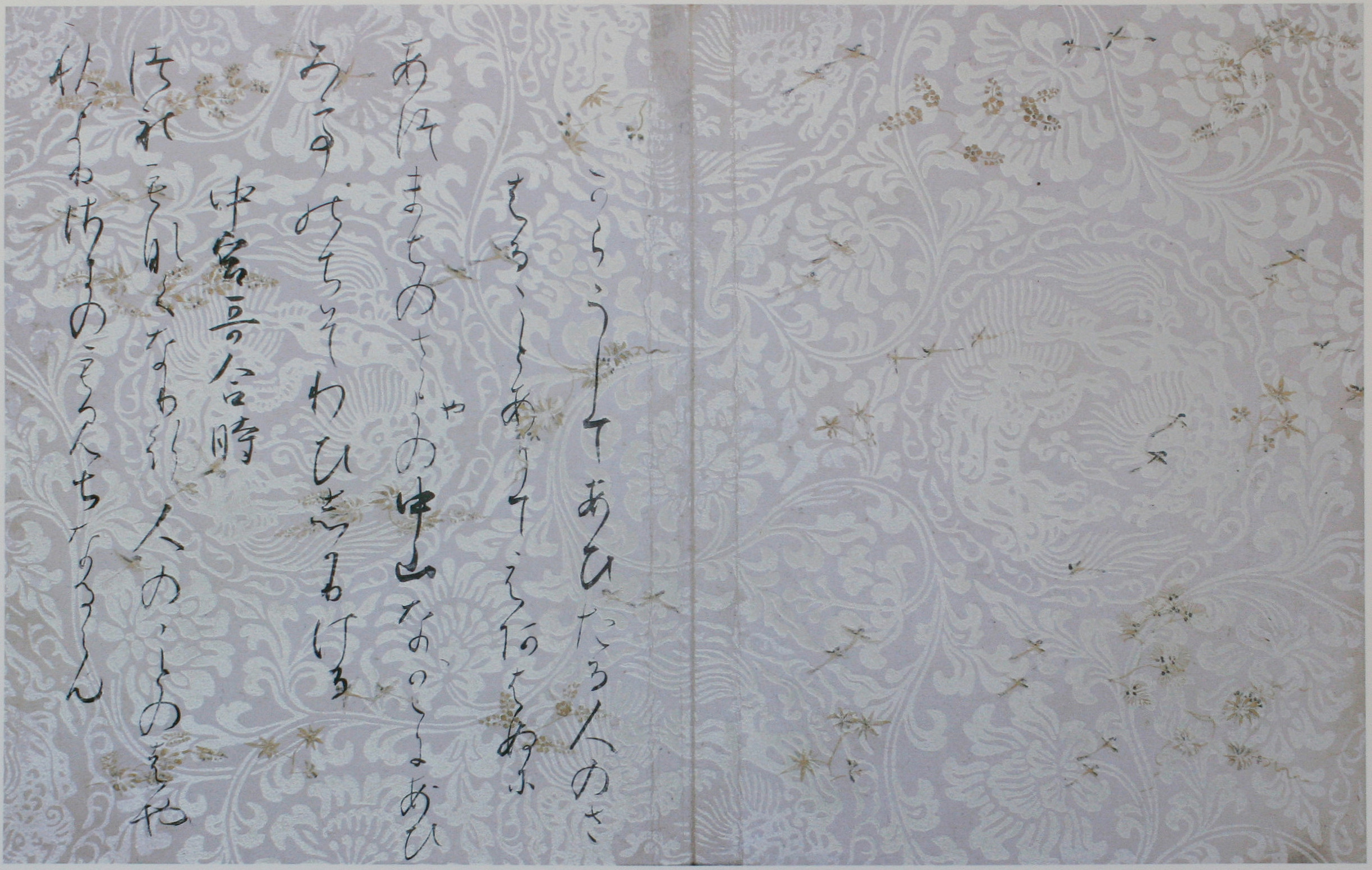
西本願寺本《宗于集》

宗于的家集是《宗于集》，由他人撰寫而成，為三十六人集之一。《宗于集》與《敏行集》、《興風集》、《友則集》以及《是則集》等都是以《古今和歌集》和《後撰和歌集》為基礎，而《宗于集》便以其中宗于的9首作品為中心，然後加上詠人不知以及其他歌人的作品而組成，收錄數最多的第一版本中40首作品，僅有第1至第3、第8至第9、第14至第15、第22至第23首，總共9首是宗于的和歌，其餘均是其他歌人的作品。首先是西本願寺本三十六人家集和群書類從版本，總共收錄了40首和歌，按第1至第28首、第29首至33首和第34首至第40首來分成三部分，第一部分是以《古今和歌集》和《後撰和歌集》為基礎編輯而成的原版《宗于集》，成書於《後撰和歌集》後和《拾遺和歌集》之間的時期，第二部分是以《拾遺和歌集》為基礎，採納的均是其他歌人的作品，成書於藤原賴通的時期，第三部分的和歌則是來自於歌合和《貫之集》，其中與紀貫之的贈答歌則是第33至第40首，成書於院政初期，《續國歌大觀》、《校註國歌大系》、《私家集大成》和《新編國歌大觀》均以此為底本。第二版本是正保版歌仙家集，相對於第一版本缺少了最後的9首、第20、第26以及第30首和歌，總共收錄了28首和歌。第三版本是宮內廳書陵部藏的三十六人家集，相對於第一版本缺少了第32至第34首以及第38首至第40首，卷末新增的兩首和歌來自《古今六帖》和《大和物語》，加上兩首重複的作品，總共收錄了38首和歌。第四版本是尊經閣文庫藏源俊賴筆手抄本的轉寫本，除了與第二版本缺少的和歌相同外，相對於第一版本也缺少了第7至第13首，總共收錄了24首和歌。這四個版本被認為均是來自同一源流，藤田洋治認為源流是冷泉家時雨亭文庫的資經手抄本，總共收錄了31首和歌，同時也指出尊經閣文庫版本是源於冷泉家時雨亭文庫的唐紙裝飾本，並且指出原來尊經閣文庫的24首版本說法有誤，正確的是23首，這與唐紙裝飾本的收錄和歌數目相同，而唐紙裝飾本亦源於資經手抄本。因此，他認為現存的《宗于集》總共有五個版本，收錄和歌數目總計為44首。

## 文化財
- 《紙本著色源宗于像》
（上疊本三十六歌仙切）
- 《百人一首乳母繪解（日语：絵解）
源宗于朝臣》

1954年3月20日，《紙本著色源宗于像》（佐竹本三十六歌仙切）獲文化廳指定為重要文化財，現在是愛知縣名古屋市的個人收藏，並且由德川美術館保管。1957年2月19日，《紙本著色源宗于像》（上疊本三十六歌仙切）亦獲指定為重要文化財，長29.7厘米，寬48.9厘米，上疊本與佐竹本基本相同，只是上疊本中各人物均坐於疊蓆上而得名，宗于在畫中頭頂戴冠，手持笏，身穿黑色束帶，右面則是其簡介，以及收錄於《古今和歌集》中的兩行和歌。文化廳推測其原本是卷軸，在江戶時代時已被拆散。根據《考古畫譜》記載，畫像出自擅長於似繪的藤原信實，詞則是出自藤原為家的手筆，不過並確實的證據。上疊本原本由名古屋市公司不二企業的社長馬場厚子所持有，並且由京都國立博物館保管，馬場在2011年9月開始展開破產程序後，她為了減輕作為公司債權人的配當，將博物館的寄送地址改成其丈夫的住址，試圖瞞騙破產管財人來繼續持有上疊本等7件重要文化財，及後她在2015年7月7日被東京地檢特搜部起訴其違反破產法，最終在2018年3月16日被東京地方裁判所判處其徒刑三年，緩刑五年，並且需要支付訴訟費，而文化廳則在2014年以1億8600萬日元將其購入並持有至今。冷泉家時雨亭文庫所藏的《宗于集》作為31帖組成的「擬定家本私家集」之一，以「冷泉家歌書類」的名義在2003年5月29日獲指定為重要文化財。葛飾北齋在天保5年至9年（1834年至1838年）繪有一幅名為《百人一首乳母繪解 源宗于朝臣》的浮世繪，是一幅長25厘米，寬37厘米的錦繪，描繪了獵人們在草木皆鋪滿了雪，人煙稀少的「山里」中圍住篝火，從而帶出了寂靜的感覺，現在是東京國立博物館的館藏。

## 外部連結
- . 國際日本文化研究中心 （日语）.